# Sermyla morta
Sermyla morta är en fjärilsart som beskrevs av William Schaus 1892. Sermyla morta ingår i släktet Sermyla och familjen björnspinnare. Inga underarter finns listade i Catalogue of Life.